# Рубья
Рубья́ (фр. Roubia) — коммуна во Франции, находится в регионе Лангедок — Руссильон. Департамент коммуны — Од. Входит в состав кантона Жинеста. Округ коммуны — Нарбонна.
Код INSEE коммуны — 11324.

## Население
Население коммуны на 2008 год составляло 450 человек.
| 1962 | 1968 | 1975 | 1982 | 1990 | 1999 | 2008 |
| ---- | ---- | ---- | ---- | ---- | ---- | ---- |
| 483  | 490  | 425  | 368  | 406  | 401  | 450  |

## Экономика
В 2007 году среди 257 человек в трудоспособном возрасте (15—64 лет) 183 были экономически активными, 74 — неактивными (показатель активности — 71,2 %, в 1999 году было 60,3 %). Из 183 активных работали 166 человек (90 мужчин и 76 женщин), безработных было 17 (10 мужчин и 7 женщин). Среди 74 неактивных 18 человек были учениками или студентами, 30 — пенсионерами, 26 были неактивными по другим причинам.